# Porsanger
Porsanger este o comună din provincia Finnmark, Norvegia.